# Jean Carpentier
Pour les articles homonymes, voir Jean Carpentier (homonymie) et Carpentier.
Jean Carpentier, né le 3 septembre 1935 à Paris et mort le 9 juillet 2014 à Savigny-le-Temple, est un médecin généraliste français. L'affaire du « tract de Carpentier » a joué un rôle majeur dans l'introduction de l'éducation sexuelle dans les écoles françaises.

## Engagements

### Éducation à la sexualité à l'école
En 1968, Jean Carpentier crée le Comité d'action Santé, puis anime le journal Tankonalasanté. Il s'installe comme médecin à Corbeil, et sera particulièrement connu pour un tract sur la sexualité intitulé « Apprenons à faire l’amour, car c’est le chemin du bonheur », qu'il a rédigé et distribué au printemps 1971 à la sortie de lycées au grand dam de parents d’élèves, et qui lui valut d'être interdit par le conseil de l'ordre d'exercer son métier pendant un an, et des poursuites par la justice (suivies d'un non-lieu) pour « outrage aux bonnes mœurs ». 
Par ailleurs, Mme Mercier, professeur de philosophie à Belfort, a également fait l'objet d'une plainte de la part d'un parent d'élève, pour avoir accepté, à la demande de ses élèves, de commenter ce tract ; mais la procédure s'est terminée par un non-lieu. Ses amis du Groupe information santé prennent sa défense en venant diffuser le tract devant le lycée puis dans d'autres. 
Le débat national qui fait suite à cette polémique est à l'origine de l’introduction de « l'information sexuelle » en cours de biologie dans les programmes du secondaire, à laquelle les milieux réactionnaires cherchent encore à s'opposer cinquante ans plus tard,.

### Produits de substitutions
Jean Carpentier participe aussi à la fondation du REPSUD (Réseau des professionnels pour les soins aux usagers de drogues) qui milite pour l'utilisation de produits de substitution aux drogues. Il est également membre de la Commission des stupéfiants et des psychotropes de l'Afssaps.
En 1998, Jean Carpentier devient membre de la commission des stupéfiants et des psychotropes de l'agence chargée du médicament. Deux ans plus tard, le ministre Bernard Kouchner le charge d'une mission auprès du directeur général de la santé afin de sensibiliser et de former les médecins généralistes à la substitution aux opiacés.